# Буряк, Алексей Константинович
Алексей Константинович Буряк (род. 03 июня 1960 года) — советский и российский учёный-химик. Доктор химических наук (2000), профессор (2010). Директор Института физической химии и электрохимии им. А.Н. Фрумкина РАН. Член-корреспондент РАН с 15 ноября 2019 года.

## Биография
В 1982 году.окончил Московский университет. В 1986 году успешно защитил кандидатскую диссертацию. В 2000 году защитил докторскую диссертацию по теме «Идентификация изомеров хромато-масс-спектрометрическим и молекулярно-статистическим методами». В 2017 году избран президентом Всероссийского масс-спектрометрического общества.
Член редколлегии журнала «Сорбционные и хроматографические процессы». Автор около 250 научных статей и 10 патентов. С 2002 года заведует лабораторией физико-химических основ хроматографии и хромато-масс-спектрометрии МГУ.
Председатель секции «Кинетика и динамика обменных процессов» Научного совета Российской академии наук по физической химии.

## Награды
- Медаль ордена «За заслуги перед Отечеством» II степени (28 ноября 2022 года) — за вклад в развитие науки и многолетнюю добросовестную работу[5]

## Наукометрические данные
- Профиль на сайте Scopus
- профиль на Web-of-Scineces
- профиль на ORCID
- профиль на сайте Истина-МГУ